# Chile en la Copa Mundial de Fútbol Sub-20 de 2025
La selección de Chile será uno de los 24 equipos participantes en la Copa Mundial de Fútbol Sub-20 de 2025, torneo que se llevará a cabo entre el 27 de septiembre y 19 de octubre de 2025 en Chile.
En el sorteo la Roja quedó emparejada en el Grupo A, junto con Egipto, Japón y Nueva Zelanda.
El país se clasificó automáticamente el 17 de diciembre de 2023, fecha en que el país fue designado como sede del torneo. Corresponderá a la séptima participación absoluta de Chile en la Copa Mundial sub-20 y la segunda participación como anfitriona del torneo, siendo la primera en 1987.

## Preparación

### Previo al Mundial
Tras los múltiples fracasos en los Campeonatos Sudamericanos entre 2015 y 2019, en febrero de 2020 se designó a Patricio Ormazabal como entrenador de la Sub-20 de Chile, sin embargo, luego de la fallida defensa de la medalla de oro en los Juegos Suramericanos de 2022 al ser eliminado en fase de grupos, junto con la temprana eliminación en el Campeonato Sudamericano de 2023, en medio de críticas por el escaso nivel de juego y las decisiones técnicas tomadas, fue desvinculado del cargo de entrenador, siendo reemplazado por Nicolás Córdova en agosto de 2023.
En febrero de 2019, Chile fue parte de la candidatura para la organización del mundial del centenario junto con Argentina, Uruguay y Paraguay, no obstante, en octubre de 2023 fue excluido de la organización luego de que la FIFA designó a España, a Portugal y a Marruecos como las sedes del mundial 2030, a su vez, las selecciones de Argentina, Uruguay y Paraguay obtuvieron la clasificación directa al ser designadas como anfitrionas de los partidos iniciales del centenario del torneo, los cuales se jugarán en estos países, tras la exclusión de Chile como sede para el mundial 2030, Pablo Milad fue blanco de duras críticas por parte de la prensa y la opinión pública, posteriormente tuvo una reunión con el presidente de la FIFA, Gianni Infantino para una organizar una competición futura, amenazando con renunciar a la vicepresidencia de Conmebol, en donde se reveló que se organizaría el mundial sub-20 de 2025, confirmándose finalmente el 17 de diciembre de 2023 a Chile como anfitrión del mundial sub-20 de 2025.
Bajo el mandato de Córdova, Chile tuvo una serie de amistosos previo al Campeonato Sudamericano de 2025, obteniendo un total de 8 victorias, un empate y 4 derrotas, posteriormente en el torneo continental desarrollado en Venezuela, fue ubicado en el grupo A junto con Venezuela, Perú, Uruguay y Paraguay, logrando la tercera posición del grupo con 6 puntos, los mismos que Venezuela, pero por el primer criterio de desempate, el cual fue el enfrentamiento directo, logró la clasificación a la fase final, siendo la última vez que logró clasificar a esa instancia en 2013, no obstante, Chile quedó última en la fase final del torneo al cosechar un solo punto, al finalizar el torneo, los principales apuntados fueron el entrenador Nicolás Córdova y el delantero Damián Pizarro, este último por su nivel mostrado en todos los partidos que disputó, junto a las múltiples ocasiones de gol desperdiciadas durante el torneo.

## Participación

### Fase de grupos

#### Grupo A
| Equipo        | Pts | PJ | PG | PE | PP | GF | GC | Dif |
| ------------- | --- | -- | -- | -- | -- | -- | -- | --- |
| Chile         | 0   | 0  | 0  | 0  | 0  | 0  | 0  | 0   |
| Nueva Zelanda | 0   | 0  | 0  | 0  | 0  | 0  | 0  | 0   |
| Japón         | 0   | 0  | 0  | 0  | 0  | 0  | 0  | 0   |
| Egipto        | 0   | 0  | 0  | 0  | 0  | 0  | 0  | 0   |

#### Chile - Nueva Zelanda
| 27 de septiembre de 2025 | Chile | vs. | Nueva Zelanda |  |  |
| Por confirmar            |       |     |               |  |  |

#### Chile - Japón
|               | Chile | vs. | Japón |  |  |
| Por confirmar |       |     |       |  |  |

#### Egipto - Chile
|               | Egipto | vs. | Chile |  |  |
| Por confirmar |        |     |       |  |  |